# Valdas Varasinskas
Valdas Varasinskas (ur. 3 września 1988) – litewski wioślarz.

## Osiągnięcia
- Mistrzostwa Świata Juniorów – Amsterdam 2006 – ósemka – 10. miejsce[1].
- Mistrzostwa Europy – Poznań 2007 – czwórka bez sternika – 10. miejsce[1].